# Danh sách tên ký hiệu của NATO cho tên lửa diện đối diện
Tên ký hiệu của NATO cho series SS tên lửa đất đối đất, các thiết kế của Liên Xô:
- SS-1 "Scunner" (R-1) and "Scud" (R-11/R-300)
- SS-2 "Sibling" (R-2)
- SS-3 "Shyster" (R-5/R-5M)
- SS-4 "Sandal" (R-12)
- SS-5 "Skean" (R-14)
- SS-6 "Sapwood" (R-7)
- SS-7 "Saddler" (R-16)
- SS-8 "Sasin" (R-9/R-9A)
- SS-9 "Scarp" (R-36)
- SS-10 "Scrag" (GR-1)
- SS-11 "Sego" (UR-100)
- SS-12 "Scaleboard" (9M76)
- SS-13 "Savage" (RT-2)
- SS-14 "Scapegoat" and "Scamp" (RT-15)
- SS-15 "Scrooge" (RT-20)
- SS-16 "Sinner" (15Zh42)
- SS-17 "Spanker" (MR-UR-100)
- SS-18 "Satan" (R-36M)
- SS-19 "Stiletto" (UR-100N)
- SS-20 "Saber" (RT-21M/15Zh45)
- SS-21 "Scarab" (9M79)
- SS-22 "Scaleboard" (9M76)
- SS-23 "Spider" (9M714)
- SS-24 "Scalpel" (RT-23)
- SS-25 "Sickle" (RT-2PM)
- SS-26 "Stone"
- SS-27 không có (RT-2PM2)
- SS-X-28 "Saber" (15Zh53)

Tên ký hiệu của NATO cho series SS-N tên lửa đất đối đất của hải quân (bắn từ tàu chiến và tàu ngầm):
- SS-N-1 "Scrubber" (P-1)
- SS-N-2 "Styx" (4K40/4K51)
- SS-N-3 "Sepal" (R-35/4K44/3M44) and "Shaddock" (4K95)
- SS-N-4 "Sark" (R-13)
- SS-N-5 "Serb" (R-21)
- SS-N-6 "Serb" (R-27)
- SS-N-7 "Starbright" (4M66)
- SS-N-8 "Sawfly" (R-29)
- SS-N-9 "Siren" (4K85)
- SS-NX-10
- SS-NX-11
- SS-N-12 "Sandbox" (4K77/4K80)
- SS-NX-13 (R-27K)
- SS-N-14 "Silex" (83R/84R/85R)
- SS-N-15 "Starfish" (82R)
- SS-N-16 "Stallion" (86R/88R)
- SS-N-17 "Snipe" (R-31)
- SS-N-18 "Stingray" (R-29R)
- SS-N-19 "Shipwreck" (3M45)
- SS-N-20 "Sturgeon" (R-29)
- SS-N-21 "Sampson" (RK-55)
- SS-N-22 "Sunburn" (3M80)
- SS-N-23 "Skiff" (R-29RM)
- SS-N-24 "Scorpion" (3M25)
- SS-N-25 "Switchblade" (3M24)
- SS-N-26 (3M55)
- SS-N-27 (3M54)
- SS-NX-28 (R-39)
- SS-N-29 (89R)
- SS-NX-30 (3M14)

Xem thêm: Tên ký hiệu của NATO